# 取勝秘技
取勝秘技（日語：デルマソトガケ），是日本純種現役競賽馬匹。目前主要勝場有2022年全日本兩歲優駿及2023年阿聯酋打吡。

## 出賽前
2020年4月28日出生於北海道千歲市社台牧場，成長途中於拍賣會上被馬主淺沼廣幸以1980萬日元購入，其後交由栗東訓練中心練馬師音無秀孝訓練。

## 競賽生涯

### 2歲
2022年6月26日出戰阪神競馬場2歲新馬戰，但未能順利加速之下以第六落敗。
其後出戰2歲未勝利戰，本次比賽保持於約莫第五、六的位置推進，進入直路後開始加速，但最終仍然僅得第四。
9月3日轉戰泥地賽事，繼續出戰2歲未勝利戰。比賽初段其選擇於後方位置追走，進入對面直路後開始逐步發力進佔中團，於最後直路發揮出不俗的末腳下成功跑獲第三。
其後第三度出戰2歲未勝利戰，比賽初段選擇跟隨於領放馬Salt Heart身後，於最後彎道取代失速的對手成爲領先的賽駒。進入直路後，其繼續於內欄位置加速衝刺，最終成功拉開後方的Isaias 4馬位取得首勝。
11月6日出戰一捷馬戰全緣冬青賞，比賽開始後以穩定的姿態保持於約莫第四的位置，比賽途中一直以自身步速行進。進入直路後，其隨即以絕佳的反應衝出，最終跑出全場最佳末腳下成功贏得賽事。
12月14日出戰地方一級賽全日本兩歲優駿，賽前獲得第三人氣。比賽開始後，第一人氣法境小鎮及第二人氣Omatsuri Otoko均選擇先行戰術，而取勝秘技則保持於中團位置等待時機。進入直路後，其於中團位置由外檔不斷加速，最終轟出全場最快末腳下超越前方所有對手，最終壓贏內欄衝出的Omatsuri Otoko之下以頭位優勢取得首個一級賽冠軍。

### 3歲
2023年首戰遠征沙特阿拉伯出戰沙特打吡，比賽途中雖然奮力加速於直路縮窄前方賽駒的距離，但最終仍然僅獲第三的戰績。
3月25日直接前往阿聯酋出戰阿聯酋打吡，比賽初段隨即搶佔位置進行領放，於比賽途中經已拉開和後方賽駒的距離。進入直路後，其腳程仍未見疲倦下繼續衝刺，最終繼續拋離對手下以大差的優勢戰勝同爲日本馬的盡得真傳，再度獲得分級賽的優勝。
其後按照計劃遠征美國出戰肯塔基打吡，然而於比賽途中遭遇漏閘需要於後方追走，進入直路後需要不斷加速，但仍未能扭轉局勢，最終以第六落敗。
回國後原定於秋季出戰日本電視盃，但於賽前訓練途中左前腳受傷，因而決定避戰。
11月4日再度遠征美國，以育馬者盃經典大賽作爲目標。比賽開始後，其保持於第四左右的位置推進，於比賽途中一直維持穩定的姿態。進入直路後，其隨即於所在位置進行加速，然而一直未能追上前方一早衝出的小村白馬，最終以細微差距落敗得第二。
完成美國的賽事後返回日本，原定於年末出戰東京大賞典，但狀態不佳之下最終進入避戰進入放草，爲來年的賽事作準備。

### 4歲
2024年再度遠征沙特阿拉伯，但本次目標為沙特盃。比賽開始後，其選擇繼續選擇於先行戰術於前方推進，雖然進入直路後表現出些微的衝勢，但最終仍然因為力弱無法和其他對手抗衡，以第五的戰績完賽。
其後轉戰阿聯酋出戰杜拜世界盃，由於原定搭配的騎師李慕華於兩場前的杜拜草地大賽策騎貓點心時墮馬受傷送院，因而緊急易配莫艾誠。比賽開始後，其繼續採用擅長的先行戰術，保持於中前方的位置，以穩定的速度逐步推進。但進入直路後，其未能繼續保持勢頭衝刺，最終未能追上前方的賽駒下再被其他對手超越，以第六的戰績完賽。
回國後稍為休養，於9月25日出戰日本電視盃，為其時隔1年9個月再度出戰日本國內的賽事。比賽開始後，其選擇先行戰術，進佔位置之下維持於領放馬William Barows後方推進。進入直路後，其嘗試於內欄位置維持速度並加速，但最終力弱之下被對手超越，以第五的戰績落敗。
11月遠征美國再度出戰育馬者盃經典大賽，比賽初段選擇搶前以領放姿態展開賽事，但於通過最後彎道時經已力弱，最終大幅失速下以尾二大敗。
回國後挑戰上年未能成行的東京大賞典，比賽初段因為未能進佔先機以保持於中團位置，於最後彎道在內欄位置開始發力，進入直路後嘗試加速但衝勢不佳，最終僅能跑獲第六的戰績。

### 5歲
2025年首戰選擇為地方賽事佐賀紀念，本次比賽於初段於中團位置逐步推進，在第一次通過終點後逐步上前，於對面直路逐漸進佔先頭位置。進入直路後，其嘗試展開衝刺迫近前方的賽駒，但僅能維持均速下無法追上對手，最終跑獲第五。
其後縮程挑戰二月錦標，比賽初段維持於較後的位置推進，在第四彎道亦未見有加速的動作。進入直路後，其嘗試在中外檔位置展開加速，然而未能跑出加速力下，以第十四名過終點。
2025年3月，由於音無秀孝到達退休年齡，取勝秘技轉投同屬栗東訓練中心的須貝尚介馬房。

### 詳細賽績
| 日期       |            | 馬場     | 距離   | 級別   | 賽事名稱         | 負重 | 騎師     | 馬號 | 出馬 | 名次 | 時間     | 頭馬（二馬）       |
| ---------- | ---------- | -------- | ------ | ------ | ---------------- | ---- | -------- | ---- | ---- | ---- | -------- | ------------------ |
| 26/6/2022  | 日本       | 阪神     | 草1800 |        | 2歲新馬          | 54   | 松若風馬 | 8    | 12   | 6    | 1:51.0   | Carro Veloce       |
| 14/8/2022  | 日本       | 小倉     | 草1800 |        | 2歲未勝利        | 54   | 松若風馬 | 5    | 7    | 4    | 1:49.6   | 亮王爵             |
| 3/9/2022   | 日本       | 小倉     | 泥1700 |        | 2歲未勝利        | 54   | 松若風馬 | 8    | 16   | 3    | 1:47.0   | God Blue Bee       |
| 2/10/2022  | 日本       | 中京     | 泥1800 |        | 2歲未勝利        | 55   | 松若風馬 | 11   | 11   | 1    | 1:53.8   | （Isaias）         |
| 6/11/2022  | 日本       | 阪神     | 泥1800 |        | 全緣冬青賞       | 55   | 松若風馬 | 6    | 7    | 1    | 1:55.3   | （延續魅力）       |
| 14/12/2022 | 日本       | 川崎     | 泥1600 | JpnI   | 全日本兩歲優駿   | 55   | 松若風馬 | 4    | 14   | 1    | 1:43.3   | （Omatsuri Otoko） |
| 25/2/2023  | 沙特阿拉伯 | 安都拉茲 | 泥1600 | GIII   | 沙特打吡         | 55   | 松若風馬 | 9    | 13   | 3    | 1:39.21  | 特派王             |
| 25/3/2023  | 阿聯酋     | 美丹     | 泥1900 | GII    | 阿聯酋打吡       | 55   | 李慕華   | 5    | 13   | 1    | 1:55.81  | （盡得真傳）       |
| 6/5/2023   | 美國       | 邱吉爾園 | 泥2000 | GI     | 肯塔基打吡       | 57   | 李慕華   | 17   | 18   | 6    | 紀錄缺失 | Mage               |
| 4/11/2023  | 美國       | 聖雅尼塔 | 泥2000 | GI     | 育馬者盃經典大賽 | 55.5 | 李慕華   | 5    | 12   | 2    | 2:03.07  | 小村白馬           |
| 24/2/2024  | 沙特阿拉伯 | 安都拉茲 | 泥1800 | GI     | 沙特盃           | 57   | 李慕華   | 4    | 12   | 5    | 紀錄缺失 | 探查男兒           |
| 30/3/2024  | 阿聯酋     | 美丹     | 泥2000 | GI     | 杜拜世界盃       | 57   | 莫艾誠   | 4    | 12   | 6    | 2:05.26  | 月桂河             |
| 25/9/2024  | 日本       | 船橋     | 泥1800 | JpnII  | 日本電視盃       | 56   | 李慕華   | 7    | 13   | 5    | 1:54.6   | William Barows     |
| 2/11/2024  | 美國       | 德爾馬   | 泥2000 | GI     | 育馬者盃經典大賽 | 57   | 李慕華   | 6    | 13   | 12   | 紀錄缺失 | 寶礦獅山           |
| 29/12/2024 | 日本       | 大井     | 泥2000 | GI     | 東京大賞典       | 57   | 李慕華   | 5    | 10   | 6    | 2:06.7   | 青春永駐           |
| 6/2/2025   | 日本       | 佐賀     | 泥2000 | JpnIII | 佐賀紀念         | 58   | 松若風馬 | 8    | 11   | 5    | 2:10.9   | Meisho Fujin       |
| 23/2/2025  | 日本       | 東京     | 泥1600 | GI     | 二月錦標         | 58   | 松若風馬 | 13   | 16   | 14   | 1:37.9   | 葡北佳景           |

## 血統簡介
父系食為主為美國賽駒，生涯稱霸泥地短途賽事，曾勝出2016年馬利寶錦標，更於2017及2018年連霸杜拜金莎軒錦標。祖父Posse亦是美國賽駒，生涯戰績不俗，曾勝出二級賽利飛來錦標，亦於一級賽華士弼錦標取得季軍。
母系Amour Poesie為日本賽駒，生涯戰績不俗，曾勝出地方二級賽關東橡樹大賽。外祖父新宇宙亦是日本賽駒，生涯戰績優秀，曾於2003年奪得皋月賞及日本打吡大賽冠軍，退役後配種成績亦不俗。

### 血統表
| 父線：Vice Regent系（北地舞人系）                       |                              |               |                 |
| 種馬 食為主 2013年（栗色）                              | Posse 2000年（棗色）         | Silver Deputy | Deputy Minister |
| 種馬 食為主 2013年（栗色）                              | Posse 2000年（棗色）         | Silver Deputy | Silver Valley   |
| 種馬 食為主 2013年（栗色）                              | Posse 2000年（棗色）         | Raska         | Rahy            |
| 種馬 食為主 2013年（栗色）                              | Posse 2000年（棗色）         | Raska         | Borishka        |
| 種馬 食為主 2013年（栗色）                              | Jazzmane 2006年（栗色）      | 圖勝          | 再度驚喜        |
| 種馬 食為主 2013年（栗色）                              | Jazzmane 2006年（栗色）      | 圖勝          | Cozzene's Angel |
| 種馬 食為主 2013年（栗色）                              | Jazzmane 2006年（栗色）      | Alljazz       | Stop the Music  |
| 種馬 食為主 2013年（栗色）                              | Jazzmane 2006年（栗色）      | Alljazz       | Boutenous       |
| 繁殖雌馬 Amour Poesie 2010年（栗色）                    | 新宇宙 2000年（棗色）        | 週日寧靜      | Halo            |
| 繁殖雌馬 Amour Poesie 2010年（栗色）                    | 新宇宙 2000年（棗色）        | 週日寧靜      | Wishing Well    |
| 繁殖雌馬 Amour Poesie 2010年（栗色）                    | 新宇宙 2000年（棗色）        | Pointed Path  | Kris            |
| 繁殖雌馬 Amour Poesie 2010年（栗色）                    | 新宇宙 2000年（棗色）        | Pointed Path  | Silken Way      |
| 繁殖雌馬 Amour Poesie 2010年（栗色）                    | Happy Request 1997年（栗色） | 東來兵        | Kampala         |
| 繁殖雌馬 Amour Poesie 2010年（栗色）                    | Happy Request 1997年（栗色） | 東來兵        | Severn Bridge   |
| 繁殖雌馬 Amour Poesie 2010年（栗色）                    | Happy Request 1997年（栗色） | April Sonnett | Dike            |
| 繁殖雌馬 Amour Poesie 2010年（栗色）                    | Happy Request 1997年（栗色） | April Sonnett | Pass Me         |
| 雌系：號族：12                                          |                              |               |                 |
| 五代內近親交配：Deputy Minister 4×5、Hail to Reason 5×5 |                              |               |                 |

## 命名由來
名字中，Derma（デルマ）是馬主淺沼廣幸冠名，為英語皮膚科（Dermatology）的縮寫，出自其於北海道千歲市開設的淺沼皮膚科診所，Sotogake（ソトガケ）為相撲中的技巧，常被用於決勝的時刻，香港則只取後半部分，翻譯為「取勝秘技」。

## 外部連結
- 取勝秘技 netkeiba.com （页面存档备份，存于）
- 血統表 （页面存档备份，存于）